# Liste von Geisterfilmen
In der Liste von Geisterfilmen werden chronologisch Filme und Fernsehserien aufgezählt, die von Geistern handeln oder in denen Geister eine größere Rolle spielen.

## Geschichte
Seitdem der Film Topper – Das blonde Gespenst zum Hit wurde, begann man sich in Hollywood mehr für Geisterfilme zu interessieren. Über Jahrzehnte hinweg wurden Geisterfilme hauptsächlich in Spukhäusern gedreht.
Jedoch bestimmten auch die kulturellen und historischen Hintergründe, aus denen die Menschen stammten, den Erfolg eines Filmes. So trauerten im Jahr 1947 immer noch viele Witwen um den Verlust ihrer Männer im Zweiten Weltkrieg. Daher konnten sich diese gut mit dem Film Ein Gespenst auf Freiersfüßen identifizieren. In diesem Film ging es um eine junge Witwe, die in ein Landhaus am Meer zieht. Nachdem der anwesende Geist anfangs versucht diese zu vertreiben, verliebt er sich schließlich in sie.
In den 1980ern waren eher Filme mit guten Special Effects gefragt, wie zum Beispiel Ghostbusters – Die Geisterjäger oder Beetlejuice.
In den 1990er Jahren gab es jedoch zunehmend mehr romantische Komödien und Dramen, zum Beispiel den Film Ghost – Nachricht von Sam.
In den 2000ern erhielten Geisterfilme durch die erfolgreichen Filme The Sixth Sense und The Others wieder einen neuen Aufschwung. Außerdem wurde der japanische Horrorfilm Ringu zu einem internationalen Hit. Dadurch wurde ein Interesse an japanischen Horror- und Geisterfilmen erweckt.

## Filme

### Vor 1920
- 1896: Le manoir du diable (Regie: Georges Méliès)
- 1897: Le Chateau Hanté (Regie: Georges Méliès)
- 1899: The Haunted House (Regie: Siegmund Lubin)
- 1900: Uncle Josh in a Spooky Hotel (Regie: Edwin S. Porter)
- 1901: The Haunted Curiosity Shop (Regie: Walter R. Booth)
- 1901: Scrooge, or Marley’s Ghost (Regie: Walter R. Booth)
- 1903: Le monstre (Regie: Georges Méliès)
- 1907: The Haunted Bedroom (Regie: Walter R. Booth)
- 1908: A Christmas Carol (Regie: unbekannt)
- 1911: Das verzauberte Café (Regie: Oskar Messter)
- 1913: The Haunted Bedroom (Regie: unbekannt)
- 1914: The Ghost Breaker (Regie: Oscar Apfel)
- 1915: The Haunted Attic (Regie: Willard Louis)
- 1915: The Avenging Hand (Regie: Charles Calvert)
- 1915: Und wandern sollst du ruhelos … (Regie: Richard Oswald)
- 1915: Der geheimnisvolle Wanderer (Regie: William Wauer)
- 1915: Haunted (Regie: Joseph A. Golden)
- 1916: Haunted (Regie: unbekannt)
- 1916: The Haunted Bell (Regie: Henry Otto)
- 1916: Der Mann ohne Kopf (Regie: Louis Neher)
- 1918: Pique Dame (Regie: Arthur Wellin)
- 1919: Die Ahnfrau (Regie: Luise Kolm, Jakob Fleck)
- 1919: The Haunted Bedroom (Regie: Fred Niblo)
- 1919: Unheimliche Geschichten (Regie: Richard Oswald)

### 1921–1930
- 1921: Das verwunschene Haus (Regie: Edward F. Cline)
- 1921: Der Fuhrmann des Todes (Regie: Victor Sjöström)
- 1921: The Guyra Ghost Mystery (Regie: John Cosgrove)
- 1922: The Ghost Breaker (Regie: Alfred E. Green)
- 1922: The Headless Horseman (Regie: Edward D. Venturini)
- 1922: Der böse Geist Lumpaci Vagabundus (Regie: Carl Wilhelm)
- 1923: Felix the Ghost Breaker (Regie: Otto Messmer)
- 1924: Au Secours! (Regie: Abel Gance)
- 1926: Kyoren no Onna Shisho (Regie: Kenji Mizoguchi)
- 1927: Spuk im Schloß (Regie: Paul Leni)
- 1927: Pique Dame (Regie: Alexander Jefimowitsch Rasumny)
- 1928: Der Untergang des Hauses Usher (Regie: Jean Epstein)
- 1929: The Haunted House (Regie: Walt Disney)
- 1929: Youma Kitan (Regie: Tetsuro Hoshi)

### 1931–1940
- 1931: The Bells (Regie: Harcourt Templeman, O. F. Werndorff)
- 1932: Liebesleid (Regie: Sidney Franklin)
- 1932: Bhutia Mahal (Regie: Jayany Desai)
- 1932: Haunted Gold (Regie: Mack V. Wright)
- 1932: Kaidan Yuunagi Zoshi (Regie: Minoru Inuzuka)
- 1933: The Crying Woman (Regie: Ramón Peón)
- 1933: Supernatural (Regie: Victor Halperin)
- 1934: El Fantasma del Convento (Regie: Fernando de Fuentes)
- 1934: The Ghost Walks (Regie: Frank R. Strayer)
- 1934: The Medium (Regie: Vernon Sewell)
- 1935: Ein Gespenst geht nach Amerika (Regie: René Clair)
- 1935: Scrooge (Regie: Henry Edwards)
- 1936: Zärtliche Feindin (Regie: Max Ophüls)
- 1936: Fährmann Maria (Regie: Frank Wisbar)
- 1937: Einsame Geister (Regie: Burt Gillett)
- 1937: Topper – Das blonde Gespenst (Regie: Norman Z. McLeod)
- 1938: A Christmas Carol (Regie: Edwin L. Marin)
- 1938: Topper geht auf Reisen (Regie: Norman Z. McLeod)
- 1938: The Utah Trail (Regie: Albert Herman)
- 1939: La Charrette Fantôme (Regie: Julien Duvivier)
- 1940: Wundervolles Weihnachten (Regie: A. Edward Sutherland)
- 1940: Earthbound (Regie: Irving Pichel)
- 1940: Ghost Breakers (Regie: George Marshall)
- 1940: El fantasma de medianoche (Regie: Raphael J. Sevilla)
- 1940: You’ll Find Out (Regie: David Butler)

### 1941–1950
- 1941: Invisible Ghost (Regie: Joseph H. Lewis)
- 1941: Topper 2 – Das Gespensterschloß (Regie: Roy Del Ruth)
- 1941: The Ghost Train (Regie: Walter Forde)
- 1941: Vorsicht Gespenster! (Regie: Arthur Lubin)
- 1941: Verlobung mit dem Tod (Regie: Lewis Seiler)
- 1942: Das Gespensterhaus (Regie: Franz Schnyder)
- 1943: Kampf in den Wolken (Regie: Victor Fleming)
- 1943: Happy Land (Regie: Irving Pichel)
- 1944: Der unheimliche Gast (Regie: Lewis Allen)
- 1944: The Curse of the Cat People (Regie: Gunther von Fritsch)
- 1944: Don’t Take It To Heart (Regie: Jeffrey Dell)
- 1944: The Halfway House (Regie: Basil Dearden)
- 1944: La Torre de los siete jorobados (Regie: Edgar Neville)
- 1944: Das Gespenst von Canterville (Regie: Jules Dassin)
- 1944: Ghost Catchers (Regie: Edward F. Cline)
- 1945: Geisterkomödie (Regie: David Lean)
- 1945: Traum ohne Ende (Regie: Alberto Cavalcanti)
- 1945: The Phantom Speaks (Regie: John English)
- 1945: Woman Who Came Back (Regie: Walter Colmes)
- 1945: Der Wundermann (Regie: Bruce Humberstone)
- 1946: La rebelión de los fantasmas (Regie: Adolfo Fernández Bustamante)
- 1946: Strangler of the Swamp (Regie: Frank Wisbar)
- 1946: Sylvia und das Gespenst (Regie: Claude Autant-Lara)
- 1947: The Ghost Goes Wild (Regie: George Blair)
- 1947: La herencia de la Llorona (Regie: Mauricio Magdaleno)
- 1947: The Ghosts of Berkeley Square (Regie: Vernon Sewell)
- 1947: Ein Gespenst auf Freiersfüßen (Regie: Joseph L. Mankiewicz)
- 1947: Spuk im Schloß (Regie: Hans H. Zerlett)
- 1948: The Monkey’s Paw (Regie: Norman Lee)
- 1948: Jenny (Regie: William Dieterle)
- 1949: The Christmas Carol (Regie: Arthur Pierson)
- 1949: Pique Dame (Regie: Thorold Dickinson)
- 1949: Yotsuya kaidan (Regie: Keisuke Kinoshita)
- 1949: Nabeshima Kaibyoben (Regie: Kunio Watanabe)
- 1949: Yurei Ressha (Regie: Akira Nobuchi)
- 1949: Mahal (Regie: Kamal Amrohi)

### 1951–1960
- 1951: Eine Weihnachtsgeschichte (Regie: Brian Desmond Hurst)
- 1952: Castle in the Air (Regie: Henry Cass)
- 1952: Ghost Ship (Regie: Vernon Sewell)
- 1953: Rückkehr nach Glennascaul (Regie: Hilton Edwards)
- 1953: Three’s Company (Regie: Terence Fisher)
- 1953: Ugetsu – Erzählungen unter dem Regenmond (Regie: Kenji Mizoguchi)
- 1954: Love with a Ghost (Regie: Tao Qin)
- 1955: Seishun kaidan (Regie: Kon Ichikawa)
- 1956: Kaii Utsunomiya tsuritenjô (Regie: Nobuo Nakagawa)
- 1956: Kaidan Chidori-ga-fuchi (Regie: Eiichi Koishi)
- 1956: Kaidan Kasane-ga-fuchi (Regie: Nobuo Nakagawa)
- 1957: El jinete sin cabeza (Regie: Chano Urueta)
- 1957: Kaidan Honsho nanafushigi (Regie: Gorô Kadono)
- 1957: Bôrei kaibyô yashiki (Regie: Nobuo Nakagawa)
- 1957: Back from the Dead (Regie: Charles Marquis Warren)
- 1957: Der Tote kehrt zurück (Regie: Fernando Mendez)
- 1958: Das Geheimnis des schreienden Schädels (Regie: Alex Nicol)
- 1958: Kaidan chibusa enoki (Regie: Gorô Kadono)
- 1958: Fuhrmann des Todes (Regie: Arne Mattsson)
- 1958: My World Dies Screaming (Regie: Harold Daniels)
- 1959: Der Tote kehrt zurück (Regie: Fernando Méndez)
- 1959: Das Geheimnis der verwunschenen Höhle (Regie: Robert Stevenson)
- 1959: Ch’ien-nu Yu-Hin (Regie: Lin Han Hsiang)
- 1959: Kaidan Kagami-ga-fuchi (Regie: Masaki Mori)
- 1959: Tôkaidô Yotsuya kaidan (Regie: Nobuo Nakagawa)
- 1959: Ama no Bakemono Yashiki (Regie: Morihei Magatani)
- 1959: The Headless Ghost (Regie: Peter Graham Scott)
- 1959: Das Haus auf dem Geisterhügel (Regie: William Castle)
- 1960: Ein Weihnachtslied in Prosa oder Eine Geistergeschichte zum Christfest (Regie: Franz Josef Wild)
- 1960: Das unheimliche Erbe (Regie: William Castle)
- 1960: Der Turm der schreienden Frauen (Regie: Bert I. Gordon)
- 1960: Die Stunde, wenn Dracula kommt (Regie: Mario Bava)
- 1960: La llorona (Regie: René Cardona)
- 1960: Kaidan Kasane-ga-fuchi (Regie: Kimiyoshi Yasuda)
- 1960: Die Verfluchten (Regie: Roger Corman)
- 1960: The House in Marsh Road (Regie: Montgomery Tully)
- 1960: Jigoku (Regie: Nobuo Nakagawa)

### 1961–1970
- 1961: Das Spukschloß im Spessart (Regie: Kurt Hoffmann)
- 1961: Das Spukschloß in der Via Veneto (Regie: Antonio Pietrangeli)
- 1961: Schloß des Schreckens (Regie: Jack Clayton)
- 1961: Kaidan Oiwa no borei (Regie: Tai Katô)
- 1961: Das Landhaus des Dr. Lemming (Regie: Vernon Sewell)
- 1962: El espejo de la bruja (Regie: Chano Urueta)
- 1962: Tanz der toten Seelen (Regie: Herk Harvey)
- 1962: Der grauenvolle Mr. X (Regie: Roger Corman)
- 1962: Otoshiana (Regie: Hiroshi Teshigahara)
- 1962: Espiritismo (Regie: Benito Alazraki)
- 1963: The Terror – Schloß des Schreckens (Regie: Roger Corman)
- 1963: Bis das Blut gefriert (Regie: Robert Wise)
- 1963: La maldición de la Llorona (Regie: Rafael Baledón)
- 1963: Der Dämon und die Jungfrau (Regie: Mario Bava)
- 1963: House of the Damned (Regie: Maury Dexter)
- 1963: Das Gift des Bösen (Regie: Sidney Salkow)
- 1963: Haus des Grauens (Regie: Freddie Francis)
- 1964: Kwaidan (Regie: Masaki Kobayashi)
- 1964: Devil Doll (Regie: Lindsay Shonteff)
- 1964: Two Thousand Maniacs! (Regie: Herschell Gordon Lewis)
- 1964: Danza macabra (Regie: Antonio Margheriti)
- 1964: The Ghost of Sierra de Cobre (Regie: Joseph Stefano)
- 1964: Der Todesfluch der brennenden Hexe (Regie: Antonio Margheriti)
- 1964: Das Grab der Lygeia (Regie: Roger Corman)
- 1964: Witchcraft (Regie: Don Sharp)
- 1964: Das Gespenst von Canterville (Regie: Helmut Käutner)
- 1965: Los fantasmas burlones (Regie: Rafael Baledón)
- 1965: Kaidan semushi otoko (Regie: Hajime Satô)
- 1965: Kaidan katame no otoko (Regie: Tsuneo Kobayashi)
- 1965: Yotsuya kaidan (Regie: Shirô Toyoda)
- 1965: Amanti d’oltretomba (Regie: Mario Caiano)
- 1965: Der Schädel des Marquis de Sade (Regie: Freddie Francis)
- 1966: The Ghost and Mr Chicken (Regie: Alan Rafkin)
- 1966: Die toten Augen des Dr. Dracula (Regie: Mario Bava)
- 1966: La lunga notte di Veronique (Regie: Gianni Vernuccio)
- 1966: Hua pi (Regie: Fong Pao)
- 1966: Tenamonya yurei dochu (Regie: Shûe Matsubayashi)
- 1967: The Spirit is Willing (Regie: William Castle)
- 1967: Herrliche Zeiten im Spessart (Regie: Kurt Hoffmann)
- 1967: Die Über-Sinnliche (Regie: Renato Castellani)
- 1968: Duch z Canterville (Regie: Ewa Petelska, Czeslaw Petelski)
- 1968: Hasta el viento tiene miedo (Regie: Carlos Enrique Taboada)
- 1968: Kaidan barabara yurei (Regie: Kinya Ogawa)
- 1968: Kaidan hebi-onna (Regie: Nobuo Nakagawa)
- 1968: Goedam (Regie: Jo-Myeong Jeon)
- 1968: Hasta el viento tiene miedo (Regie: Carlos Enrique Taboada)
- 1968: Kaidan yukijorô (Regie: Tokuzô Tanaka)
- 1968: Kaidan Zankoku Monogatari (Regie: Kazuo Hase)
- 1968: Yabu no naka no kuroneko (Regie: Kaneto Shindô)
- 1968: Kyûketsu dokuro-sen (Regie: Hiroshi Matsuno)
- 1968: Trilogia de Terror (Regie: Ozualdo Ribeiro Candeias)
- 1968: Yôkai daisensô (Regie: Yoshiyuki Kuroda)
- 1968: Yokai Hyaku Monogatari (Regie: Kimiyoshi Yasuda)
- 1968: Käpt’n Blackbeards Spuk-Kaschemme (Regie: Robert Stevenson)
- 1968: Außergewöhnliche Geschichten (Regie: Federico Fellini, Louis Malle, Roger Vadim)
- 1969: Venus in Furs (Regie: Jesus Franco)
- 1969: Das kleine Gespenst (Regie: Albrecht Roser)
- 1969: Minyeo Hong Nang-ja (Regie: Ki-young Kim)
- 1969: Aido (Regie: Susumu Hani)
- 1969: Fear No Evil (Regie: Paul Wendkos)
- 1969: Hiroku kaibyô-den (Regie: Tokuzô Tanaka)
- 1969: Tôkaidô obake dôchû (Regie: Yoshiyuki Kuroda)
- 1969: Yotsuya kaidan – Oiwa no borei (Regie: Kazuo Mori)
- 1970: Scrooge (Regie: Ronald Neame)
- 1970: Crowhaven Farm (Regie: Walter Grauman)
- 1970: Kaidan nobori ryû (Regie: Teruo Ishii)
- 1970: Gui wu li ren (Regie: Hsu Chiang Chou)
- 1970: Hsi nou ai le (Regie: King Hu)
- 1970: Kaidan Kasane-ga-fuchi (Regie: Kimiyoshi Yasuda)
- 1970: Chi wo sû ningyô: Yûrei yashiki no kyôfu (Regie: Michio Yamamoto)
- 1970: Ritual of Evil (Regie: Robert Day)
- 1970: Sole Survivor (Regie: Paul Stanley)

### 1971–1980
- 1971: Let’s Scare Jessica To Death (Regie: John D. Hancock)
- 1971: Dracula im Schloß des Schreckens (Regie: Anthony M. Dawson)
- 1971: Black Noon (Regie: Bernard L. Kowalski)
- 1971: Myonuriui Han (Regie: Yoon Kyo Park)
- 1971: Malpertuis (Regie: Harry Kümel)
- 1971: The Stalls of Barchester (Regie: Lawrence Gordon Clark)
- 1971: A Christmas Carol (Regie: Richard Williams)
- 1972: Haus des Bösen (Regie: Steven Spielberg)
- 1972: Kentervilskoe prividenie (Regie: Valentina Brumberg, Zinaida Brumberg)
- 1972: Baron Blood (Regie: Mario Bava)
- 1972: Der Tote, der nicht sterben wollte (Regie: Fred Burnley)
- 1972: The Other (Regie: Robert Mulligan)
- 1972: She Waits (Regie: Delbert Mann)
- 1972: The Stone Tape (Regie: Peter Sasdy)
- 1972: A Warning to the Curious (Regie: Lawrence Gordon Clark)
- 1972: Das Grab der lebenden Puppen (Regie: Don Sharp)
- 1973: Embryo des Bösen (Regie: Roy Ward Baker)
- 1973: Experiments (Regie: Peter Newbrook)
- 1973: Das Geisterschiff der schwimmenden Leichen (Regie: Amando de Ossori)
- 1973: Tanz der Totenköpfe (Regie: John Hough)
- 1973: Wenn die Gondeln Trauer tragen (Regie: Nicolas Roeg)
- 1973: Don’t Be Afraid of the Dark (Regie: John Newland)
- 1973: Ein Fremder ohne Namen (Regie: Clint Eastwood)
- 1973: The Horror at 37,000 Feet (Regie: David Lowell Rich)
- 1973: Lisa e il diavolo (Regie: Mario Bava)
- 1974: Céline und Julie fahren Boot (Regie: Jacques Rivette)
- 1974: Gui yan (Regie: Chih-Hung Kuei)
- 1974: Ghost Story (Regie: Stephen Weeks)
- 1974: Haunted: The Ferryman (Regie: John Irvin)
- 1974: Patayin Sa Sindak si Barbara (Regie: Celso Ad. Castillo)
- 1974: Haunted: Poor Girl (Regie: Michael Apted)
- 1974: The Strange and Deadly Occurrence (Regie: John Llewellyn Moxey)
- 1974: Treasure of Abbot Thomas (Regie: Lawrence Gordon Clark)
- 1974: Dem Bösen widerstehen (Regie: Dan Curtis)
- 1975: The Ash Tree (Regie: Lawrence Gordon Clark)
- 1975: Nachts, wenn die Leichen schreien (Regie: Robert Fuest)
- 1976: Landhaus der toten Seelen (Regie: Dan Curtis)
- 1976: Death at Love House (Regie: E.W. Swackhamer)
- 1976: Dona Flor und ihre zwei Ehemänner (Regie: Bruno Barreto)
- 1976: Sérail (Regie: Eduardo de Gregorio)
- 1976: Der Mieter (Regie: Roman Polanski)
- 1977: Escalofrio – Schock (Regie: Carlos Puerto)
- 1977: Mit der Nacht kommt der Tod (Regie: Dan Curtis)
- 1977: Full Circle (Regie: Richard Loncraine)
- 1977: Hausu (Regie: Nobuhiko Ôbayashi)
- 1977: Opening Night (Regie: John Cassavetes)
- 1977: Stigma (Regie: Lawrence Gordon Clark)
- 1977: Hexensabbat (Regie: Michael Winner)
- 1977: Alice ou la dernière fugue (Regie: Claude Chabrol)
- 1977: Unsere Geister sollen leben! (Regie: Oldřich Lipský)
- 1978: The Evil (Regie: Gus Trikonis)
- 1978: Die gläserne Puppe (Regie: John Erman)
- 1978: Cruise Into Terror (Regie: Bruce Kessler)
- 1978: Der Geist von Flug 401 (Regie: Steven Hilliard Stern)
- 1978: Sonámbulos (Regie: Manuel Gutiérrez Aragón)
- 1979: Dominique (Regie: Michael Anderson)
- 1979: Amityville Horror (Regie: Stuart Rosenberg)
- 1979: Scoring (Regie: Michael A. DeGaetano)
- 1980: Shining (Regie: Stanley Kubrick)
- 1980: Schreie der Verlorenen (Regie: John Hough)
- 1980: The Fog – Nebel des Grauens (Regie: John Carpenter)
- 1980: Das Grauen (Regie: Peter Medak)
- 1980: Schreie der Verlorenen (Regie: John Hough)
- 1980: Jenseits des Bösen (Regie: Herb Freed)
- 1980: Death Ship (Regie: Alvin Rakoff)
- 1980: Der Leichenwagen (Regie: George Bowers)
- 1980: Xie (Regie: Chih-Hung Kuei)
- 1980: Ein tödlicher Traum (Regie: Jeannot Szwarc)

### 1981–1990
- 1981: Zurück bleibt die Angst (Regie: John Irvin)
- 1981: Alison’s Birthday (Regie: Ian Coughlan)
- 1981: Das Haus an der Friedhofsmauer (Regie: Lucio Fulci)
- 1981: Asso – Ein himmlischer Spieler (Regie: Franco Castellano, Giuseppe Moccia)
- 1981: Devil’s House – Wenn Mauern töten (Regie: William Wiard)
- 1981: The Nesting – Haus des Grauens (Regie: Armand Weston)
- 1982: Ein Weihnachtsmärchen (Regie: Jean Tych)
- 1982: Cry for the Strangers (Regie: Peter Medak)
- 1982: Wiegenlied des Grauens (Regie: Richard Lang)
- 1982: Fanny und Alexander (Regie: Ingmar Bergman)
- 1982: Kaiidan: Ikiteiru Koheiji (Regie: Nobuo Nakagawa)
- 1982: Montclare – Erbe des Grauens (Regie: Tony Williams)
- 1982: Ghazab (Regie: C.P. Dixit)
- 1982: Entity – Es gibt kein Entrinnen vor dem Unsichtbaren, das uns verfolgt (Regie: Sidney J. Furie)
- 1982: Poltergeist (Regie: Tobe Hooper)
- 1982: Das Haus der Verdammten (Regie: Kevin Connor)
- 1982: Amityville II – Der Besessene (Regie: Damiano Damiani)
- 1983: Die Rache des Hauses Usher (Regie: Jesús Franco)
- 1983: Amityville III (Regie: Richard Fleischer)
- 1983: Mickys Weihnachtserzählung (Regie: Burny Mattinson)
- 1983: Eyes of Fire (Regie: Avery Crounse)
- 1983: Nur Tote überleben (Regie: Thom Eberhardt)
- 1984: Haunters of the Deep (Regie: Andrew Bogle)
- 1984: Wo das Grauen lauert (Regie: Allan A. Goldstein)
- 1984: Fahrt ins Grauen (Regie: Gaylene Preston)
- 1984: Ghostbusters – Die Geisterjäger (Regie: Ivan Reitman)
- 1984: The Gourmet (Regie: Michael Whyte)
- 1984: Nightmare – Mörderische Träume (Regie: Wes Craven)
- 1984: Charles Dickens’ Weihnachtsgeschichte (Regie: Clive Donner)
- 1984: Lung hei bik yan (Regie: Ronny Yu)
- 1985: Nightmare II – Die Rache (Regie: Jack Sholder)
- 1985: Der ausgeflippte College-Geist (Regie: Alan Holleb)
- 1986: Das Gespenst von Canterville (Regie: Paul Bogart)
- 1986: Hochzeitsnacht im Geisterschloß (Regie: Gene Wilder)
- 1986: Interceptor (Regie: Mike Marvin)
- 1986: Ragman (Regie: Charles Martin Smith)
- 1986: Poltergeist II – Die andere Seite (Regie: Brian Gibson)
- 1986: Nomads – Tod aus dem Nichts (Regie: John McTiernan)
- 1986: Witchboard – Die Hexenfalle (Regie: Kevin Tenney)
- 1986: House – Das Horrorhaus (Regie: Steve Miner)
- 1986: Das Schulgespenst (Regie: Rolf Losansky)
- 1987: Blood Sisters (Regie: Roberta Findlay)
- 1987: Im Spiegel lauert der Tod (Regie: Michael Pressman)
- 1987: House II – Das Unerwartete (Regie: Ethan Wiley)
- 1987: A Chinese Ghost Story (Regie: Siu-Tung Ching)
- 1987: Nightmare III – Freddy Krueger lebt (Regie: Chuck Russell)
- 1987: Mary Lou (Regie: Bruce Pittman)
- 1987: Tot lebt sich’s besser (Regie: Ted Robinson)
- 1987: Hua zhong xian (Regie: Ma Wu)
- 1987: Prison – Rückkehr aus der Hölle (Regie: Renny Harlin)
- 1987: Liu jai yim taam (Regie: Ngai Choi Lam)
- 1988: Daffy Duck’s Quackbusters (Regie: Greg Ford, Terry Lennon)
- 1988: Tote Engel lügen nicht (Regie: Lloyd Fonvielle)
- 1988: Die phantastische Reise ins Jenseits (Regie: Frank LaLoggia)
- 1988: High Spirits (Regie: Neil Jordan)
- 1988: Poltergeist III – Die dunkle Seite des Bösen (Regie: Gary Sherman)
- 1988: Nightmare on Elm Street 4 (Regie: Renny Harlin)
- 1988: Die Geister, die ich rief … (Regie: Richard Donner)
- 1988: Ijin-tachi to no natsu (Regie: Nobuhiko Ôbayashi)
- 1988: The Canterville Ghost (Regie: Monica Kendall, Ed Newmann)
- 1988: Beetlejuice (Regie: Tim Burton)
- 1988: Ghosthouse (Regie: Umberto Lenzi)
- 1988: The Visitors – Besucher im Haus (Regie: Jack Ersgard)
- 1988: Slaughterhouse – Ein Horror-Trip ins Jenseits (Regie: Dimitri Logothetis)
- 1988: Witchcraft – Das Böse lebt (Regie: Fabrizio Laurenti)
- 1988: The Chair (Regie: Waldemar Korzeniowsky)
- 1989: The Church (Regie: Michele Soavi)
- 1989: Nightmare on Elm Street 5 – Das Trauma (Regie: Stephen Hopkins)
- 1989: Frau in Schwarz (Regie: Herbert Wise)
- 1989: Ghostbusters II (Regie: Ivan Reitman)
- 1989: Amityville Horror 4 (Regie: Sandor Stern)
- 1989: Black Rainbow – Schwarzer Regenbogen (Regie: Mike Hodges)
- 1989: Always – Der Feuerengel von Montana (Regie: Steven Spielberg)
- 1989: Feld der Träume (Regie: Phil Alden Robinson)
- 1989: Scooby-Doo und die Geisterschule (Regie: Charles A. Nichols)
- 1989: Witchtrap (Regie: Kevin Tenney)
- 1989: Sweet Home (Regie: Kiyoshi Kurosawa)
- 1989: The Forgotten One (Regie: Phillip Badger)
- 1990: A Chinese Ghost Story II (Regie: Ching Siu-Tung)
- 1990: Demonia (Regie: Lucio Fulci)
- 1990: Akira Kurosawas Träume (Regie: Akira Kurosawa, Ishirō Honda)
- 1990: Wie verrückt und aus tiefstem Herzen (Regie: Anthony Minghella)
- 1990: Ghost – Nachricht von Sam (Regie: Jerry Zucker)
- 1990: Ghost Dad (Regie: Sidney Poitier)
- 1990: The Canterville Ghost (Regie: Al Guest, Jean Mathieson)
- 1990: Twilight Love – Liebe aus dem Jenseits (Regie: John Day)
- 1990: The Amityville Curse – Der Fluch (Regie: Tom Berry)
- 1990: Mein Geist will immer nur das Eine … (Regie: John Derek)
- 1990: Der Chaoten-Cop (Regie: James D. Parriott)

### 1991–2000
- 1991: Freddy’s Finale – Nightmare on Elm Street 6 (Regie: Rachel Talalay)
- 1991: A Chinese Ghost Story III (Regie: Ching Siu-Tung)
- 1991: Haus der lebenden Toten (Regie: Robert Mandel)
- 1991: House No. 13 (Regie: Baby)
- 1991: Manchmal kommen sie wieder (Regie: Tom McLoughlin)
- 1992: Die phantastische Geisternacht (Regie: John Patterson)
- 1992: Chamatkar – Der Himmel führt uns zusammen… (Regie: Rajiv Mehra)
- 1992: Das kleine Gespenst (Regie: Curt Linda)
- 1992: Amityville – Face of Terror (Regie: Tony Randel)
- 1992: Honto ni atta kowai hanashi: Jushiryou (Regie: Hideo Nakata)
- 1992: Candyman’s Fluch (Regie: Bernard Rose)
- 1992: Die Muppets-Weihnachtsgeschichte (Regie: Brian Henson)
- 1992: Ghostwatch (Regie: Lesley Manning)
- 1992: Jessica: A Ghost Story (Regie: Richard Lowry)
- 1992: Obsession (Regie: Rusty Lemorande)
- 1993: Bedevil (Regie: Tracey Moffat)
- 1993: Schweigende Zunge – Die Rache der Geister (Regie: Sam Shepard)
- 1993: 4 himmlische Freunde (Regie: Ron Underwood)
- 1993: Killer im System (Regie: Rachel Talalay)
- 1993: Witchboard 2 – Die Tür zur Hölle (Regie: Kevin Tenney)
- 1993: Amityville – A New Generation (Regie: John Murlowski)
- 1993: Ghost in the Machine (Regie: Rachel Talalay)
- 1994: Freddy’s New Nightmare (Regie: Wes Craven)
- 1994: The Crow – Die Krähe (Regie: Alex Proyas)
- 1994: Das Geheimnis von Seacliff Inn (Regie: Walter Klenhard)
- 1994: Dang chuek lei wooi loi (Regie: Chi Leung ‘Jacob’ Cheung)
- 1995: Gakkô no kaidan (Regie: Hideyuki Hirayama)
- 1995: Haunted – Haus der Geister (Regie: Lewis Gilbert)
- 1995: Casper (Regie: Brad Silberling)
- 1995: Candyman 2 – Die Blutrache (Regie: Bill Condon)
- 1995: Helen Walker – Schatten des Bösen (Regie: Tom McLoughlin)
- 1995: High Tomb (Regie: Scott Gulbrandsen)
- 1995: Toire no Hanako-san (Regie: Joji Matsuoka)
- 1995: Ringu (Regie: Chisui Takigawa)
- 1996: Manchmal kommen sie wieder II (Regie: Adam Grossman)
- 1996: The Frighteners (Regie: Peter Jackson)
- 1996: Das Gespenst von Canterville (Regie: Sydney Macartney)
- 1996: Amityville – Das Böse stirbt nie (Regie: Steve White)
- 1996: Ye ban er dian zhong (Regie: Wilson Yip)
- 1996: The Crow – Die Rache der Krähe (Regie: Tim Pope)
- 1997: Die Weihnachtsgeschichte (Regie: Stan Phillips)
- 1997: Ms. Scrooge – Ein wundervoller Engel (Regie: John Korty)
- 1997: Ye ban er dian zhong (Regie: Andy Wing-Keung Chin)
- 1997: Meng gui tong xiao pei zhu ni (Regie: Wellson Chin)
- 1997: Gakkô no kaidan 3 (Regie: Shûsuke Kaneko)
- 1997: Strawberry Fields (Regie: Rea Tajiri)
- 1997: Der Teamgeist (Regie: Randall Miller)
- 1997: Im Jenseits sind noch Zimmer frei (Regie: D. J. MacHale)
- 1997: Casper – Wie alles begann (Regie: Sean McNamara)
- 1997: The Shining (Regie: Mick Garris)
- 1998: Wes Craven’s Carnival of Souls (Regie: Adam Grossman)
- 1998: Gakkô no kaidan G (Regie: Kiyoshi Kurosawa, Tetsu Maeda, Takashi Shimizu)
- 1998: Casper trifft Wendy (Regie: Sean McNamara)
- 1998: Lanai-Loa (Regie: Sherwood Hu)
- 1998: Ring – Das Original (Regie: Hideo Nakata)
- 1998: Anna und der Geist (Regie: Claudia Weill)
- 1998: Ring – Spiral (Regie: Jōji Iida)
- 1998: Tomie (Regie: Ataru Oikawa)
- 1998: Yeogo goedam (Regie: Ki-hyeong Park)
- 1998: Curtain Call (Regie: Peter Yates)
- 1999: Presence of Mind (Regie: Antoni Aloy)
- 1999: Ghost Taxi (Regie: Donald G. Jackson)
- 1999: Knocking on Death’s Door (Regie: Mitch Marcus)
- 1999: Memento Mori (Regie: Tae-yong Kim, Kyu-dong Min)
- 1999: The Ring Virus (Regie: Kim Dong-bin)
- 1999: Haunted Hill (Regie: William Malone)
- 1999: Nang Nak – Return from the Dead (Regie: Nonzee Nimibutr)
- 1999: Ring 2 (Regie: Hideo Nakata)
- 1999: Echoes – Stimmen aus der Zwischenwelt (Regie: David Koepp)
- 1999: Das Geisterschloß (Regie: Jan de Bont)
- 1999: The Sixth Sense (Regie: M. Night Shyamalan)
- 1999: Sleepy Hollow (Regie: Tim Burton)
- 1999: Candyman 3 – Der Tag der Toten (Regie: Turi Meyer)
- 1999: A Christmas Carol – Die Nacht vor Weihnachten (Regie: David Hugh Jones)
- 1999: Shikoku (Regie: Shunichi Nagasaki)
- 1999: Victim (Regie: Ringo Lam)
- 1999: A Wicked Ghost (Regie: Tony Leung)
- 2000: Wang shang guai tan (Regie: Mei Kwan Hui, Kam Wong Kwong)
- 2000: Und das soll der Himmel sein? (Regie: Richard Friedman)
- 2000: Ghost Stories for Christmas (Regie: Eleanor Yule)
- 2000: The Meeksville Ghost (Regie: David Lister)
- 2000: Ring 0 (Regie: Norio Tsuruta)
- 2000: Stageghost (Regie: Stephen Furst)
- 2000: Believe (I) (Regie: Robert Tinnell)
- 2000: Schatten der Wahrheit (Regie: Robert Zemeckis)
- 2000: The Gift – Die dunkle Gabe (Regie: Sam Raimi)
- 2000: Casper – Verzauberte Weihnachten (Regie: Owen Hurley)
- 2000: Juon: The Curse (Regie: Takashi Shimizu)
- 2000: Ju-on – The Curse 2 (Regie: Takashi Shimizu)
- 2000: The St. Francisville Experiment (Regie: Ted Nicolaou)
- 2000: Ein dunkler Geist (Regie: Leong Po-Chih)
- 2000: The Crow III – Tödliche Erlösung (Regie: Bharat Nalluri)

### 2001–2010
- 2001: Soul Survivors (Regie: Stephen Carpenter)
- 2001: The Others (Regie: Alejandro Amenábar)
- 2001: Route 666 (Regie: William Wesley)
- 2001: Scary Movie 2 (Regie: Keenen Ivory Wayans)
- 2001: Ghosts of Mars (Regie: John Carpenter)
- 2001: Ein Weihnachtsmärchen (Regie: Jimmy T. Murakami)
- 2001: Kairo (Regie: Kiyoshi Kurosawa)
- 2001: Seance – Das Grauen (Regie: Kiyoshi Kurosawa)
- 2001: 13 Geister (Regie: Steve Beck)
- 2001: The Canterville Ghost (Regie: Roz Phillips)
- 2001: 2000 (Regie: Wilson Yip)
- 2001: Pulse (Regie: Kiyoshi Kurosawa)
- 2001: Bones – Der Tod ist erst der Anfang (Regie: Ernest R. Dickerson)
- 2001: The Devil’s Backbone (Regie: Guillermo del Toro)
- 2002: Ghost Ship (Regie: Steve Beck)
- 2002: Dark Water (Regie: Hideo Nakata)
- 2002: FearDotCom (Regie: William Malone)
- 2002: Gin gwai (Regie: Oxide Pang Chun)
- 2002: Ring (Regie: Gore Verbinski)
- 2002: Ju-on: The Grudge (Regie: Takashi Shimizu)
- 2002: Below (Regie: David Twohy)
- 2002: Im Zeichen der Libelle (Regie: Tom Shadyac)
- 2002: Invisible – Gefangen im Jenseits (Regie: Joel Bergvall, Simon Sandquist)
- 2002: Darkness (Regie: Jaume Balagueró)
- 2002: Nine Lives (Regie: Andrew Green)
- 2002: Raaz (Regie: Vikram Bhatt)
- 2003: Carol und die Weihnachtsgeister (Regie: Matthew Irmas)
- 2003: Der Fluch von Darkness Falls (Regie: Jonathan Liebesman)
- 2003: Freddy vs. Jason (Regie: Ronny Yu)
- 2003: Gothika (Regie: Mathieu Kassovitz)
- 2003: Die Geistervilla (Regie: Rob Minkoff)
- 2003: The Ghosts of Edendale (Regie: Stefan Avalos)
- 2003: The Call (Regie: Takashi Miike)
- 2003: Sky High (Regie: Ryūhei Kitamura)
- 2003: A Tale of Two Sisters (Regie: Kim Jee-woon)
- 2003: Das Tagebuch der Ellen Rimbauer (Regie: Craig R. Baxley)
- 2004: Possessed – Besessen (Regie: Byeong-ki Ahn)
- 2004: Riding the Bullet (Regie: Mick Garris)
- 2004: Saint Ange – Haus der Stimmen (Regie: Pascal Laugier)
- 2004: The Grudge – Der Fluch (Regie: Orhan Oğuz)
- 2004: Gin gwai 2 (Regie: Oxide Pang Chun)
- 2004: Shutter (Regie: Banjong Pisanthanakun, Parkpoom Wongpoom)
- 2004: Eine Weihnachtsgeschichte nach Charles Dickens – Musical (Regie: Arthur Allan Seidelman)
- 2004: Art of the Devil (Regie: Thanit Jitnukun)
- 2004: Dead Still – Ghost of the Needle (Regie: Brian Avenet-Bradley)
- 2004: Ghost Lake (Regie: Jay Woelfel)
- 2005: The Dark (Regie: John Fawcett)
- 2005: The Fog – Nebel des Grauens (Regie: Rupert Wainwright)
- 2005: White Noise – Schreie aus dem Jenseits (Regie: Geoffrey Sax)
- 2005: Gin gwai 10 (Regie: Oxide Pang Chun)
- 2005: Der Exorzismus von Emily Rose (Regie: Scott Derrickson)
- 2005: Solange du da bist (Regie: Mark Waters)
- 2005: Chandramukhi (Regie: P. Vasu)
- 2005: 2001 Maniacs (Regie: Tim Sullivan)
- 2005: Fragile (Regie: Jaume Balagueró)
- 2005: Dark Water – Dunkle Wasser (Regie: Walter Salles)
- 2005: Ring 2 (Regie: Hideo Nakata)
- 2005: Amityville Horror – Eine wahre Geschichte (Regie: Andrew Douglas)
- 2005: The Eye – Infinity (Regie: Oxide Pang Chun, Danny Pang Fat)
- 2005: Der Geist von Mae Nak (Regie: Mark Duffield)
- 2005: Loft (Regie: Kiyoshi Kurosawa)
- 2005: The Nun (Regie: Luis De La Madrid)
- 2005: The Call 2 (Regie: Renpei Tsukamoto)
- 2005: The Red Shoes (Regie: Kim Yong-gyun)
- 2005: Der Fluch der Betsy Bell (Regie: Courtney Solomon)
- 2005: Death Tunnel (Regie: Philip Adrian Booth)
- 2005: Die Schöne und der Geist (Regie: Amol Palekar)
- 2005: The Crow – Wicked Prayer (Regie: Lance Mungia)
- 2006: Der Fluch – The Grudge 2 (Regie: Takashi Shimizu)
- 2006: The Gravedancers – Ruhe nicht in Frieden (Regie: Mike Mendez)
- 2006: Hui Buh – Das Schlossgespenst (Regie: Sebastian Niemann)
- 2006: Caspers Gruselschule (Regie: Mark Gravas)
- 2006: The Abandoned – Die Verlassenen (Regie: Nacho Cerdà)
- 2006: The Call 3 – Final (Regie: Manabu Asou)
- 2006: Pulse – Du bist tot, bevor Du stirbst (Regie: Jim Sonzero)
- 2006: Stay Alive (Regie: William Brent Bell)
- 2006: Monster House (Regie: Gil Kenan)
- 2007: The Chair (Regie: Brett Sullivan)
- 2007: Evil Ground – Fluch der Vergangenheit (Regie: David Benullo)
- 2007: Dead Silence (Regie: James Wan)
- 2007: Death of a Ghost Hunter (Regie: Sean Tretta)
- 2007: Das Waisenhaus (Regie: J.A. Bayona)
- 2007: Roxy Hunter und der abgedrehte Geist (Regie: Eleanor Lindo)
- 2007: Haunted Hill – Die Rückkehr in das Haus des Schreckens (Regie: Víctor García)
- 2007: Alone (Regie: Banjong Pisanthanakun)
- 2007: Apartment 1303 (Regie: Ataru Oikawa)
- 2007: Paranormal Investigations (Regie: Sean Tretta)
- 2007: Unsichtbar – Zwischen zwei Welten (Regie: David S. Goyer)
- 2007: Der eisige Tod (Regie: Gregory Jacobs)
- 2007: The Messengers (Regie: Oxide Pang, Danny Pang)
- 2007: Om Shanti Om (Regie: Farah Khan)
- 2007: Zimmer 1408 (Regie: Mikael Håfström)
- 2007: Insel der verlorenen Seelen (Regie: Nikolaj Arcel)
- 2008: Barbie in: Eine Weihnachtsgeschichte (Regie: William Lau)
- 2008: Gonger – Das Böse vergisst nie (Regie: Christian Theede)
- 2008: The Eye (Regie: David Moreau)
- 2008: The Other Side of the Tracks (Regie: A.D. Calvo)
- 2008: Wen die Geister lieben (Regie: David Koepp)
- 2008: Conjurer (Regie: Clint Hutchison)
- 2008: 100 Feet (Regie: Eric Red)
- 2008: Shutter – Sie sehen dich (Regie: Masayuki Ochiai)
- 2008: Genova (Regie: Michael Winterbottom)
- 2008: See prang (Regie: Yongyoot Thongkongtoon)
- 2008: Tödlicher Anruf (Regie: Eric Valette)
- 2008: R.L. Stines Geistermeister – Besuch aus dem Jenseits (Regie: Richard Correll)
- 2008: Nur über ihre Leiche (Regie: Jeff Lowell)
- 2008: Bhoothnath – Ein Geist zum Liebhaben (Regie: Vivek Sharma)
- 2008: Big Fat Important Movie (Regie: David Zucker)
- 2009: Book of Blood (Regie: John Harrison)
- 2009: Tormented (Regie: Jon Wright)
- 2009: Der Fluch – The Grudge 3 (Regie: Toby Wilkins)
- 2009: Disneys Eine Weihnachtsgeschichte (Regie: Robert Zemeckis)
- 2009: Enter the Void (Regie: Gaspar Noé)
- 2009: Deadline – Focus Your Fear (Regie: Sean McConville)
- 2009: Der Womanizer – Die Nacht der Ex-Freundinnen (Regie: Mark Waters)
- 2009: In meinem Himmel (Regie: Peter Jackson)
- 2010: Sennentuntschi (Regie: Michael Steiner)
- 2010: Gonger 2 – Das Böse kehrt zurück (Regie: Philipp Osthus)
- 2010: A Nightmare on Elm Street (Regie: Samuel Bayer)
- 2010: Insidious (Regie: James Wan)
- 2010: Paranormal Activity 2 (Regie: Tod Williams)
- 2010: Im Spessart sind die Geister los (Regie: Holger Haase)
- 2010: Tötet Katie Malone (Regie: Carlos Ramos Jr.)
- 2010: The Silent House (Regie: Gustavo Hernández)

### 2011–2020
- 2011: Spellbound (Regie: Hwang In-ho)
- 2011: Paranormal Activity 3 (Regie: Henry Joost)
- 2011: Grave Encounters (Regie: Colin Minihan)
- 2011: Das Geheimnis der Geister von Craggyford (Regie: Yann Samuell)
- 2011: The Amityville Haunting (Regie: Geoff Meed)
- 2011: Stephen Kings Bag of Bones (Regie: Mick Garris)
- 2011: Bangkok Haunted (Regie: Oxide Pang)
- 2011: The Awakening (Regie: Nick Murphy)
- 2011: Geister all inclusive (Regie: Axel Sand)
- 2011: Der letzte Angestellte (Regie: Alexander Adolph)
- 2011: Memory of the Dead (Regie: Valentín Javier Diment)
- 2012: Sadako Ring Originals (Regie: Tsutomu Hanabusa)
- 2012: It’s Christmas, Carol! (Regie: Michael Scott)
- 2012: Die Frau in Schwarz (Regie: James Watkins)
- 2012: Promoción fantasma (Regie: Javier Ruiz Caldera)
- 2012: Apartment 1303 (Regie: Michael Taverna)
- 2012: Bloody Muscle Bodybuilder in Hell (Regie: Shinichi Fukazawa)
- 2012: Nazi Zombie Battleground (Episode Harriet’s War)
- 2012: 3 A.M. 3D (Regie: Patchanont Tummajira, Kirati Nakintanon, Isara Nadee)
- 2012: ParaNorman (Regie: Sam Fell, Chris Butler)
- 2012: V/H/S – Eine mörderische Sammlung (Regie: Adam Wingard, David Bruckner, Ti West, Glenn McQuaid, Joe Swanberg)
- 2012: Paranormal Activity 4 (Regie: Henry Joost, Ariel Schulman)
- 2012: Ghost Horror House – The Leroux Spirit Massacre (Regie: Darin Scott)
- 2013: Ghost Shark – Die Legende lebt (Regie: Griff Furst)
- 2013: Conjuring – Die Heimsuchung (Regie: James Wan)
- 2013: Das kleine Gespenst (Regie: Alain Gsponer)
- 2013: Djinn – Des Teufels Brut (Regie: Tobe Hooper)
- 2013: Insidious: Chapter 2 (Regie: James Wan)
- 2013: Mama (Regie: Andrés Muschietti)
- 2013: 666 – Paranormal Prison (Regie: David Chirchirillo)
- 2013: Odd Thomas (Regie: Stephen Sommers)
- 2013: All American Christmas Carol (Regie: Ron Carlson)
- 2014: Annabelle (Regie: John R. Leonetti)
- 2014: Paranormal Activity: Die Gezeichneten (Regie: Christopher B. Landon)
- 2014: Ouija – Spiel nicht mit dem Teufel (Regie: Stiles White)
- 2014: R.L. Stine’s – Darf ich vorstellen – Meine Geisterfreundin (Regie: Peter Hewitt)
- 2014: Die Frau in Schwarz 2: Engel des Todes (Regie: Tom Harper)
- 2015: Corpse Party (Regie: Yamada Masafumi)
- 2015: Insidious: Chapter 3 – Jede Geschichte hat einen Anfang (Regie: Leigh Whannell)
- 2015: Poltergeist (Regie: Gil Kenan)
- 2015: Crimson Peak (Regie: Guillermo del Toro)
- 2015: Paranormal Activity: Ghost Dimension (Regie: Gregory Plotkin)
- 2015: We Are Still Here – Haus des Grauens (Regie: Ted Geoghegan)
- 2015: Gespensterjäger – Auf eisiger Spur (Regie: Tobi Baumann)
- 2016: Conjuring 2 (Regie: James Wan)
- 2016: R.L. Stine – Die Nacht im Geisterhaus (Regie: Ron Oliver)
- 2016: Ouija: Ursprung des Bösen (Regie: Mike Flanagan)
- 2016: Ghostbusters (Regie: Paul Feig)
- 2017: Rings (Regie: F. Javier Gutiérrez)
- 2017: Amityville: The Awakening (Regie: Franck Khalfoun)
- 2017: A Ghost Story (Regie: David Lowery)
- 2017: Annabelle 2 (Regie: David F. Sandberg)
- 2017: Coco – Lebendiger als das Leben! (Regie: Lee Unkrich)
- 2018: Ghost of Camp Blood (Regie: Mark Polonia)
- 2018: Insidious: The Last Key (Regie: Adam Robitel)
- 2018: Geister der Weihnacht (Regie: Judith Gardner, Julian Köberer)
- 2019: Meine geistreiche Familie (Regie: Éric Besnard)
- 2019: Annabelle 3 (Regie: Gary Dauberman)
- 2019: Bor Mi Vanh Chark (Regie: Mattie Do)
- 2019: Doctor Sleeps Erwachen (Regie: Mike Flanagan)
- 2019: Lloronas Fluch (Regie: Michael Chaves)
- 2019: Ghost Town Anthology (Regie: Denis Côté)
- 2020: The Grudge (Regie: Nicolas Pesce)

### Seit 2021
- 2021: Muppets Haunted Mansion (Regie: Kirk Thatcher)
- 2021: Conjuring 3: Im Bann des Teufels (Regie: Michael Chaves)
- 2021: Escape the Undertaker (Regie: Ben Simms)
- 2021: Ghostbusters: Legacy (Regie: Jason Reitman)
- 2021: Malignant (Regie: James Wan)
- 2022: Scrooge: Ein Weihnachtsmusical (Regie: Stephen Donnelly)
- 2022: Spirited (Regie: Sean Anders)
- 2022: Razzennest (Regie: Johannes Grenzfurthner)
- 2022: Hui Buh und das Hexenschloss (Regie: Sebastian Niemann)
- 2023: Insidious: The Red Door (Regie: Patrick Wilson)
- 2023: All of Us Strangers (Regie: Andrew Haigh)
- 2023: Geistervilla (Regie: Justin Simien)
- 2023: Brooklyn 45 (Regie: Ted Geoghegan)
- 2023: Five Nights at Freddy’s (Regie: Emma Tammi)
- 2024: Ghostbusters: Frozen Empire (Regie: Gil Kenan)
- 2024: Beetlejuice Beetlejuice (Regie: Tim Burton)
- 2024: Dead Talents Society (Regie: John Hsu)

## Fernsehserien

### Realfilm
- 1953–1955: Topper
- 1968–1970: Der Geist und Mrs. Muir
- 1969: S.R.I. und die unheimlichen Fälle
- 1969–1971: Randall & Hopkirk – Detektei mit Geist
- 1972–1973: Teufelskreis der Angst
- 1975: The Ghost Busters
- 1976: Spuk im Haus
- 1978: Komm zurück, Lucy
- 1978: Schusters Gespenster
- 1983–1986: Shades of Darkness
- 1986: Das Geisterschloss
- 1987: Frankensteins Tante
- 1990: The Green Man
- 1990: Das Geisterhaus von Waterloo Creek
- 1990–1991: Grüße aus dem Jenseits
- 1991–1993: Der Hausgeist
- 1992: Katja und die Gespenster
- 1992–1996: Die Gespenster von Flatterfels
- 1994–1997: Hospital der Geister
- 1995: Ghosts
- 1995–1998: Gänsehaut – Die Stunde der Geister
- 1996–1999: Poltergeist – Die unheimliche Macht
- 1997–2000: Geisterjäger John Sinclair
- 2000–2002: Geisterzeit in Little Henlock
- 2002: Haunted
- 2002: Stephen Kings Haus der Verdammnis
- 2004–2005: Hex
- 2004–2011: Medium – Nichts bleibt verborgen
- 2005–2010: Ghost Whisperer – Stimmen aus dem Jenseits
- 2005–2020: Supernatural
- 2008–2013: Being Human
- 2009–2010: Die Geister von Ainsbury
- seit 2011: American Horror Story
- 2011: Becoming Human
- 2011: The Fades
- 2011–2014: Being Human
- 2012: Stephen Kings Bag of Bones
- 2012: Mein genialer Handy-Geist
- 2013–2015: Voll Vergeistert
- 2013: 49
- 2013–2016: Binny und der Geist
- seit 2016: Die Geister von Shepherdstown
- 2018: 72 Stunden im Geisterhaus
- 2019: A Christmas Carol
- 2019: Vier Freunde und die Geisterhand
- 2019: Der Geist von Sultanpore

### Puppenfilm
- 1987: Schlechte Zeiten für Gespenster
- 1989: Das Gespenst von Faffner Hall
- 1993: Das Burggespenst Lülü

### Zeichentrick
- 1950–1963: Casimir & Co.
- 1967–1969: Shazzan!
- 1985–1986: Die 13 Geister von Scooby-Doo
- 1986–1988: Ghostbusters
- 1986–1991: The Real Ghostbusters
- 1989–1991: Beetlejuice – Ein außergewöhnlicher Geist
- 1995–1998: Casper
- 1996–1997: Extreme Ghostbusters
- 1998–2001: Die kleinen Gespenster
- 2006–2013: Laban, das kleine Gespenst
- 2013: Mein Geist rockt!
- 2021–2024: Der Geist und Molly McGee

#### Anime
- 1969–1991: Bob, der Flaschengeist
- 1991–1992: Drei kleine Geister
- 1993–1994: Ghost Sweeper Mikami
- 2000: Ghost Stories in School
- 2001–2002: Shaman King
- 2006–2007: Ghost Hunt
- 2009: 07-Ghost
- 2013–2015: Pac-Man und die Geisterabenteuer
- 2018: Okko’s Inn
- 2020: Yunas Geisterhaus
- 2020: Mein Schulgeist Hanako
- 2022: Mieruko-chan – Die Geister, die mich riefen

### Dokumentation
- 2004–2016, seit 2019: Ghost Hunters
- 2015: Die Geisterakten. Dem Paranormalen auf der Spur.
- 2016–2019: 72 Stunden im Geisterhaus
- seit 2016: Haunted – Seelen ohne Frieden
- 2019: Geister, Ufos und Dämonen – Wahnsinn oder Wahrheit?